# Vufflens-la-Ville
Pour les articles homonymes, voir Vufflens.
Vufflens-la-Ville est une commune suisse du canton de Vaud, située dans le district du Gros-de-Vaud. Citée dès 1011, elle fit partie du district de Cossonay de 1803 à 2007. La commune est peuplée de 1 335 habitants en 2023. Son territoire, d'une surface de 538 hectares, se situe dans la région du Gros-de-Vaud au bord de la Venoge.

## Géographie
Vufflens-la-Ville se trouve en grande partie sur le plateau légèrement vallonné du Gros de Vaud, le grenier du canton de Vaud. La partie orientale des terres communales s'élève jusqu'à 498 mètres d'altitude, point culminant de la commune, dans le hameau de Sullens. Le sud part de la vallée formée par le ruisseau Vaube pour s'élever jusqu'au Vimont à 488 m. Enfin, l'ouest de la commune est marqué par la vallée de la Venoge. La commune compte encore un hameau, La Pale, situé au bord de la Venoge.[réf. nécessaire]
Le territoire de Vufflens-la-Ville s'étend sur 5,38 km2. Lors du relevé de 2013-2018, les surfaces d'habitations et d'infrastructures représentaient 16,0 % de sa superficie, les surfaces agricoles 59,3 %, les surfaces boisées 24,2 % et les surfaces improductives 0,9 %.
Jusqu'à la réorganisation des districts du canton au 1er janvier 2008, la commune faisait partie du district de Cossonay. À partir de cette date, elle fait partie du nouveau district du Gros-de-Vaud. Elle a des frontières communes avec Penthaz, Sullens, Mex, Bussigny, Aclens et Gollion, dont la frontière est marquée par la Venoge.

## Toponymie
Premières mentions : Vuolflinges (1011) ; Volflens (avant 1109) ; Vuolflens li Vila (1128) ; Vuflens la Vila (1238).
Vufflens est formé du nom de personne germanique Wulfilo, ou peut-être Wulfin, et du suffixe toponymique germanique -ingos, qui a été adopté dans l'espace gallo-roman à partir du VIe siècle et qui est très fréquent dans les cantons de Vaud et de Fribourg. La forme composée de Vufflens-la-Ville est relativement ancienne, puisqu'elle remonte en tout cas au début du XIIIe siècle. Elle permet de distinguer ce village de Vufflens-le-Château.
Son nom en patois est Vufflyens-la-Vela /vy.'çe la 'və.la/ ou Uçhê /yç.he/.

## Héraldique
| Blason de Vufflens-la-Ville | Blason  | Parti d'argent à l'épée haute de gueules et de gueules à la clé d'argent, une bande d'azur chargée d'un lion d'or brochant sur le tout. |
| Blason de Vufflens-la-Ville | Détails | Les fond des armoiries de la commune est basé sur celles du couvent de Romainmôtier, dont Vufflens-la-Ville dépendait au Moyen Âge. La clé et l'épée ont cependant été croisées. Rajoutée, la bande d'azur chargée d'un lion d'or est inspirée des armes de la famille Chabiez, longtemps détentrice d'un fief local . Les armoiries de la commune sont adoptées et approuvées par le canton de Vaud en 1919. |

## Protohistoire et Antiquité
Des fouilles archéologiques menées en 2015-2016 ont mis au jour à Vufflens-la-Ville un nouveau site celtique établi au IIe siècle av. J.-C. à proximité de la Venoge. Ces investigations, menées sur le tracé de la future route cantonale RC 177, ont permis d'identifier plusieurs quartiers de l'époque de La Tène, avec zones d'habitat, ensembles funéraires, secteurs voués à l'artisanat du fer et à la fabrication de poteries. Cette découverte très importante, dont l'exploitation scientifique ne fait que commencer, laisse entrevoir un potentiel d'importance nationale.
Son abandon est probablement à mettre en relation avec le développement du site du Mormont, situé à une dizaine de kilomètres.

## Histoire

Photo aérienne (1964).

La première apparition écrite de Vufflens date de 1011 sous la forme de villa Vuolflinges ou en allemand : Wolflingen. Aux alentours de l'an 1100 un moulin est construit au hameau de la Palaz. Celui-ci prend de l'importance au XIXe siècle avec l'adjonction d'une scie et d'un battoir. Finalement, en 1895, une filature remplace ce dernier.
Ainsi, entre la fin du XIXe siècle et le début du XXe siècle, une amorce d'industrialisation se produit, notamment du côté nord-est de la commune, en direction de Mex.
Du XIIe au XIIIe siècle, le village appartient d'abord à la famille de Vufflens grâce à neuf manses accordées par Rodolphe III de Bourgogne. Par la suite, la seigneurie va passer à plusieurs familles successives, dont les Rosset, jusqu'à la révolution vaudoise. Une très belle pierre armoriée (vers 1680), aux armes Rosset, Praroman et Bonstetten, rappelle que le seigneur du lieu, Jean-Philippe Rosset, épouse d’abord Madeleine de Praroman, puis en deuxième noces Suzanne Mestral d'Aruffens, enfin en troisièmes noces Marguerite de Bonstetten.
Vufflens est rattaché au district de Cossonay jusqu'en 2007, puis au district du Gros-de-Vaud.
| |  |  |
| Détail de maison gothique et pierre armoriée Rosset, de 1680, photographiées par Albert Naef en 1901 (Archives cantonales vaudoises). |  |  |

.

## Population

### Gentilé et surnom
Les habitants de la commune se nomment les Vufflanais.
Ils sont surnommés les Paî-rodzo (les Peaux-Rouges, cheveux rouges ou poux rouges en patois vaudois. Pour Paul Fehlmann, seulement les Poux rouges).

### Démographie

#### Évolution de la population
La commune compte 1 335 habitants au 31 décembre 2023 pour une densité de population de 248 hab/km2. Sur la période 2010-2023, sa population a augmenté de 17,8 % (canton : 18,6 % ; Suisse : 9,4 %).  

#### Pyramide des âges
En 2023, le taux de personnes de moins de 30 ans s'élève à 31,2 %, au-dessous de la valeur cantonale (34,6 %). Le taux de personnes de plus de 60 ans est quant à lui de 25,3 %, alors qu'il est de 22,5 % au niveau cantonal.
La même année, la commune compte 678 hommes pour 657 femmes, soit un taux de 50,8 % d'hommes, supérieur à celui du canton (49,1 %).
| Hommes | Classe d’âge | Femmes |
| ------ | ------------ | ------ |
| 0,3    | 90 ans ou +  | 0,8    |
| 7,7    | 75 à 89 ans  | 9,3    |
| 15,3   | 60 à 74 ans  | 17,2   |
| 26,3   | 45 à 59 ans  | 24,7   |
| 18,1   | 30 à 44 ans  | 18,0   |
| 18,0   | 15 à 29 ans  | 14,9   |
| 14,3   | - de 14 ans  | 15,2   |

| Hommes | Classe d’âge | Femmes |
| ------ | ------------ | ------ |
| 0,6    | 90 ans ou +  | 1,4    |
| 6,5    | 75 à 89 ans  | 8,7    |
| 13,5   | 60 à 74 ans  | 14,3   |
| 20,9   | 45 à 59 ans  | 20,9   |
| 22,3   | 30 à 44 ans  | 21,7   |
| 19,6   | 15 à 29 ans  | 17,7   |
| 16,6   | - de 14 ans  | 15,3   |

#### Population étrangère, langues et religion
En 2000, il y a 889 personnes suisses (87,7 %) et 125 personnes étrangères (12,3 %). La langue la plus parlée est le français, avec 914 personnes (90,1 %). La deuxième langue est l'allemand (52 ou 5,1 %).
Sur le plan religieux, la communauté protestante est la plus importante avec 540 personnes (53,3 %), suivie des catholiques (283 ou 27,9 %). 126 personnes (12,4 %) n'ont aucune appartenance religieuse.

## Transports
Au niveau des transports en commun, Vufflens-la-Ville fait partie de la communauté tarifaire vaudoise Mobilis. La commune possède une gare des Chemins de fer fédéraux desservie par les lignes S1 et S5 du Réseau express régional vaudois, reliant Lausanne à Yverdon-les-Bains. La commune est aussi desservie par les bus sur appel PubliCar, qui sont un service de CarPostal et Taxibus, des Transports publics de la région lausannoise (TL). Depuis 2016, la commune est desservie par la ligne 56 des Transports publics de la région lausannoise et depuis 2020 par la ligne 58.

## Politique
Lors des élections fédérales suisses de 2011, la commune a voté à 37,69 % pour l'Union démocratique du centre. Les deux partis suivants furent le Parti libéral-radical avec 15,90 % des suffrages et le Parti socialiste suisse avec 15,54 %. Lors des élections cantonales au Grand Conseil de mars 2011, les habitants de la commune ont voté pour l'Union démocratique du centre à 24,91 %, le Parti socialiste à 22,59 %, le Parti libéral-radical à 21,32 %, les Verts à 17,98 % et l'Alliance du centre à 13,20 %. Sur le plan communal, Vufflens-la-Ville  est dirigé par une municipalité formée de 5 membres et dirigée par un syndic pour l'exécutif et un Conseil communal, composé de 45 élus, dirigé par un président et secondé par un secrétaire, pour le législatif.

## Économie
La commune de Vufflens-la-Ville comprend, avec sa voisin d'Aclens, l'un des pôles de développement cantonal. Celui-ci, desservi par une voie ferrée et d'une taille de 51 hectares, accueille déjà plusieurs établissements (dont une centrale de distribution Coop, ou les entreprises Logitech et Créa Béton Matériaux SA) et dispose, selon les services du canton, d'un potentiel de développement de plus de 900 emplois, contre 700 en 2008. Toujours sur le plan industriel, la commune partage également avec les communes de Mex et de Villars-Sainte-Croix, le siège de l'entreprise Bobst. L'agriculture n'est plus pratiquée que par 7 à 8 personnes dans la commune, bien que la superficie des terres cultivées soit restée relativement constante ces dernières décennies.

## Monuments
Le village de Vufflens-la-Ville est inscrit comme site ISOS, alors que son temple est inscrit comme bien culturel d'importance régionale dans la liste cantonale dressée en 2009.

## Événements
Le village de Vufflens-la-Ville organise un marché artisanal annuel, le dernier samedi d'août.